# 尤娜 (歌手)
尤娜 (1986年11月14日—，马来语：Yunalis binti Mat Zara'ai，爪夷文：يوناليس بنت مد ظراعي)，藝名爲尤娜（Yuna），是一位馬來西亞歌手與词曲作家。尤娜最初的曝光來自於她上載到網絡平臺Myspace的個人音樂後，并收穫超過100萬次觀看的卓越成就。這項網絡成就也成功引起了獨立流行音樂唱片/管理公司對她的關注，後來在2011年初尤娜與 Fader Label 唱片公司簽約。她最爲人知的成就就是與美國流行歌手，亞瑟小子合作所推出的單曲“Crush”，并在當時美國告示牌雜志(Billboard)成人R&B的榜單中排行第3。
她在吉打州出生并在雪兰莪州長大，从14岁开始写歌。她很快就自学弹吉他，直到2006年，在她就读法学院时因需要展現創作才藝，而促成了他人生第一次为观众表演的機會。由吉他手Pa'an，贝斯手Efry Arwis和鼓手Adib Azfar（以及后来加入的Adil Ali）组成的團隊，让尤娜于2008年在马来西亚录制了以自己的名字来命名的首张专辑Yuna，并获得了五项马来西亚音乐奖提名（相当于马来西亚的葛莱美奖）。最后她凭借突破性的热门单曲“ Dan Sebenarnya ”赢得了四个奖项，其中包括最佳新人奖和最佳歌曲。
两年后，Decorate（EP）随之而来。Decorate 包括病毒热播的单曲“Rocket”，从而赢得来自多方的称赞包括美国告示牌杂志，独立摇滚电台KEXP ，和嘻哈大亨罗素西蒙斯(Russell Simmons)，以及被推荐在美国音乐杂志旋转里名为“Eight Bands You Need to Hear Now”的专栏。因她出色的表现，尤娜被提名为2011年音樂電視網MTV Iggy 世界最佳新乐队之一，她也通过在历史悠久的MTV制片厂演出来纪念这一时刻。
由法瑞尔·威廉姆斯(Pharrell Williams)在2012年制作的单曲“ Live Your Life” ，是她同名全长首演的序言，该首演于当年四月亮相。那个夏天，尤娜出现在Lollapalooza音乐节。 2013年，尤娜发行了专辑Nocturnal ，并发行了单曲“Falling”。 2016年2月，尤娜发行了嘻哈歌手DJ普雷米爾(DJ Premier) 制作的单曲“Places to Go”作为她第三张专辑的预览。完整的专辑 Chapters 也在三个月后发行。
2016年12月，专辑Chapters 荣登2016年告示牌杂志最佳R＆B专辑的前10名：评论家精选；Chapters 排名第7。 尤娜荣获由马来西亚记录大会颁发的“最成功马来西亚歌手”奖。Chapters 也被滚石杂志提名为“ 2016年最佳R＆B专辑”前20名。尤娜也受邀作为特别嘉宾在2016年的 Soul Train Music Awards 演出。
2017年5月，尤娜成为第一位获得BET黑人娛樂電視大奖提名的马来西亚歌手; 尤娜凭借与亚瑟小子的二重奏单曲“Crush”获得了BET Centric Award的提名。

## 早期生活和教育
尤娜（原名 Yunalis Mat Zara'ai）出生于1986年11月14日的马来西亚吉打州亚罗士打。尤娜的父亲，Hon. Justice Dato' Mat Zara'ai bin Alias 是前彭亨州法律顧問和现任柔佛州新山高等法院的一位司法专员；而她伊拉克裔的母亲，Datin Anum binti Abdul Wahab 则是一位退休的中学化学老师。
尤娜曾就读于玻璃市州加央的SMK Derma 和雪兰莪州梳邦再也的SMK USJ 4，并在那里完成了中学教育。之后，尤娜在莎阿南的玛拉工艺大学就读，也在那里就读了法学院。 2009年，她获得了法律研究荣誉学士学位。 

## 职业生涯

### 2001–2010年：开端和早期成就
尤娜14岁时就开始创作自己的歌曲，并在学会弹吉他后的19岁开始表演。自2006年以来，她已在马来西亚多个地方展现了无数的声乐表演和活动演出。同年，她参加了 One in a Million 第一赛季的试镜，而她在被淘汰前也成功进入了比赛的前40名。
2008年10月，她发行了自己的第二张EP ，即与自己同名的Yuna，其单曲“Deeper Conversation”在当时的马来西亚大受欢迎。 而她先前在Myspace上获得的强劲粉丝力量帮助她在马来西亚独立音乐界里迅速崛起。她的第一张录音室专辑Decorate 也于2010年7月发行。

### 2011–2013：早期的国际突破
最终，尤娜被美国独立唱片和管理公司发掘。他们飞到马来西亚并说服她与他们公司签约，随后尤娜也于2011年2月与一间位于美国纽约的唱片公司 Fader Label 签约。她于2011年3月在美国发行了自己的首张美国EP， Decorate。
最早对她的音乐表现出兴趣的人之一是Telephony Delivery的Farhan Fadzlishah 又名 Pa'an，后来成为了她的吉他手。一路上，Efry Arwis（Lightcraft）都为她提供了贝斯方面的帮助，而Adib Azfar则负责鼓。Seven Collar T-shirt的Adil Ali 后来取代Adib Azfar作为新的鼓手，后者辞职后并专注于他在Oh Chentaku里的鼓手角色。尤娜在不参加声乐演出时会与她的乐队一起表演。
2012年1月24日，她的单曲“Live Your Life ”在iTunes上首次亮相。该曲目由葛莱美奖获奖制片人法瑞尔·威廉姆斯制作。 MTV Iggy将这首歌描述为：“抛光直到闪闪发光，不但没有掩埋了尤娜，而是将她抬起了头。赛道里暗示了一位女神正在等待闪耀。”
|                  | Polished until it gleams but instead of burying Yuna, it lifts her up. The track has hinted that a diva is waiting to shine. |
| ——MTV Iggy，2012 | |

2月16日，尤娜发布了“Live Your Life”的官方音乐影片。 2012年4月24日，尤娜发行了美国首张同名专辑。专辑也随后在iTunes 的流行音乐榜单上获得了第23名，并在百大专辑榜单上获得第86名，专辑Yuna 也在Billboard Heatseekers Chart 上排行第23名。后来，尤娜获得了来自Billboard，NPR，Elle，《纽约时报》，Vibe Claire和《国家地理》等影迷和评论家的赞誉，说她的声音“就像Bon Iver或tUnE-yArDs 一样新鲜，诚实且极具个性 ”。
尤娜在深夜电视节目柯南秀(Conan)和Last Call with Carson Daly演出了“Live Your Life”。她在CBS晚间新闻中的专题报道中脱颖而出，并与Graffiti6一起在Bonnaroo和Lollapalooza巡回演出。她还为电影野蛮人的曲目“Here Comes the Sun”中的配乐做出了贡献。此外，尤娜也是2012年Lollapalooza音乐节阵容的一份子。
尤娜是MTV Iggy的“世界最佳新乐队”亚军。 她在纽约时代广场历史悠久的MTV工作室演出，演唱了由Chris Braide制作的“Decorate”，“Come As You Are”，“Lullabies”和她的新单曲，由N.E.R.D. 的法瑞尔·威廉姆斯所制作的“Live Your Life”。
尤娜后来与Verve Music Group签约。 Verve的创意业务负责人，屡获葛莱美奖的制片人大衛·沃爾特·福斯特(David Foster)发推文说：“我对下一位加入Verve Music的炙手可热的艺术家感到非常兴奋。敬请期待，并在2013年关注尤娜”。
I'm really excited about the next hot artist to join Verve Music. Stay tuned and keep an eye out for Yuna in 2013.——David Foster
她还通过单曲“Live Your Life”登上了Billboard的Heatseekers Album排行榜。 2012年，尤娜因其杰出的艺术成就而获得了“国家青年偶像奖(National Youth Icon Award)”。 

### 2013–2015：Nocturnal

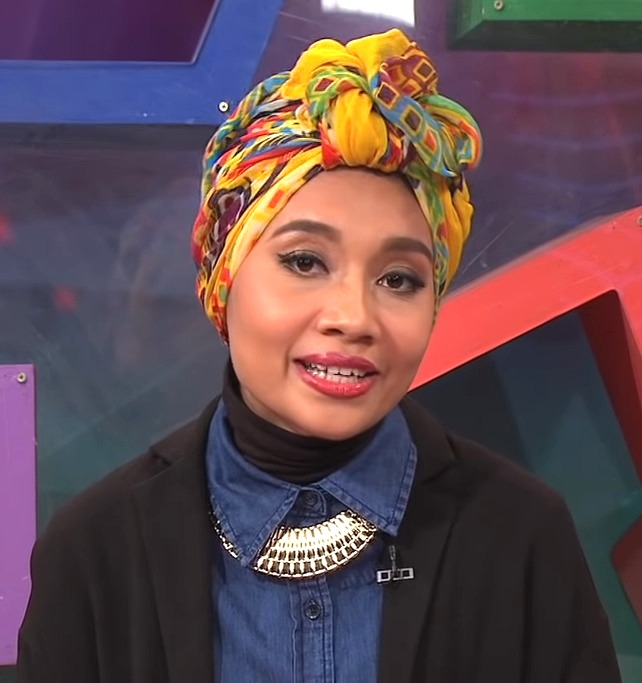
Yuna于2014年在MeleTOP上接受了采访。

尤娜于2013年10月29日在Verve Records发行了她的第二张国际专辑Nocturnal 。 2014年1月9日，尤娜为吉米·坎摩爾直播秀增光添彩，并在节目中推广她的新专辑 Nocturnal 。 在现场乐队的协助下，她表演了单曲“Falling”和“Rescue”。
2014年12月，Yuna发行了单曲“Broke Her”。歌曲中展现了德雷克(Drake) 的歌曲，0 to 100的特征。 
2015年1月31日，尤娜在2015年亚足联亚洲杯的闭幕式中演出。 同年6月，她与歌手拿督茜蒂·诺哈丽莎(Dato'Siti Nurhaliza)和设计师拿督周仰杰(Datuk Jimmy Choo Yeang Keat)一同被任命为马来西亚的旅游顾问，以提高马来西亚的游客人数。 
2015年3月，尤娜录制了由美国歌手Shuggie Otis演唱的Strawberry Letter 23，以用于由乌克兰-加拿大模特黛莉亚·维宝莉(Daria Werbowy)主演的瑞典时装零售商H＆M的商业广告中。

### 2016–2018：Chapters
2016年5月20日，尤娜通过Verve Records发行了她的最新专辑Chapters 。该专辑的特色是与亚瑟小子(Usher)，潔妮·愛子(JhenéAiko)和DJ Premier所合作的。截至2016年12月，该专辑已被Billboard评选为其2016年评论家精选最佳R＆B专辑(Critics' Picks for Best R&B Album)的第7名。 尤娜也因其首张R＆B专辑在美国成功进入到十大告示牌排行榜中的榜单而获得了马来西亚记录大会的认可。
2017年7月25日，尤娜在NBC Studios的塞斯·梅耶斯深夜秀(Late Night with Seth Meyers)舞台上进行了个人专辑的推广，并表演了专辑Chapters 中的“Used To Love You”。相反，在与潔妮·愛子合作的音乐上，以令人难以置信的完整乐队作为衬托，包括小提琴作为小弦的部分。 
在2018年12月，尤娜在整个2018年期间在Spotify总共收集了约3600万的收听率并创造了历史。

### 2019年至今：Rouge，定向首次亮相并获得RIAA认证
尤娜婚礼结束后不久，便返回完成了她的第四张国际专辑。她进一步描述了即将发行的专辑的新方向，表示该专辑将与之前的唱Chapters 相对。 在接受新加坡《海峡时报》采访时，尤娜嘲笑说，新专辑也将包括嘉宾明星。但是并没有在采访中透露姓名。她还暗示即将发行的专辑中的一首新歌将于2019年3月发行。 尤娜将制作新专辑的整个过程描述为“更加开心”，与之前的发行的专辑相比，拥有更多的自由度。 
在2019年2月25日对《Riff杂志》进行的详细采访中，尤娜描述了即将发行的专辑正在整理中，围绕着她年轻时父亲所听的音乐。 “它仍然是尤娜，它是流行音乐，但它是流行和R＆B。对于这张专辑，我们希望恢复旧唱片的感觉。” 
尤娜于2019年4月5日发行了单曲“Forevermore”。她在马来西亚星报Star2文章中说，“这首歌是关于在一个在小镇上长大，来自一个小国家的，以及这种环境如何使我努力成为最好的自己。”对于录像带，她征召了她的丈夫亚当·辛克莱尔(Adam Sinclair)担任导演，他们全程在马来西亚拍摄录像带，主要是在吉隆坡和玻璃市。 “Forevermore”于2019年4月11日首次亮相在马来西亚RIM国内排行榜(RIM Domestic Chart)上第一位，这是她自2017年重新进入官方排行榜以来的第一个榜首成就。 
除了制作新专辑，尤娜本人还涉足导演领域。她于2018年10月首次指导了马来西亚双人组合Hani＆Zue的“Alone”。尤娜随后为二人组又录制了一部影片“Aku dan Laguku”。 
2019年4月17日，尤娜的歌曲“Crush”"获得了50万张销量的第一枚RIAA金牌认证。 歌曲在发行三年后就实现了这一壮举。 
尤娜于2019年5月16日发行了她即将发行的专辑中的第二张促销单曲，“Blank Marquee”其中与美国说唱歌手G-Eazy合作。该音乐录影带在吉隆坡拍摄，由马来西亚演员Amerul Affendi主演，并同样由丈夫辛克莱尔执导。 在同一天，尤娜透露了她的新专辑Rouge 当中的几个歌名和歌词，该专辑最终于2019年7月12日发行。 

## 艺术特质

### 音乐风格
尤娜拥有轻快的抒情女高音。 她曾经将自己的音乐描述为“在玛丽·波平斯和酷玩乐队之间的交叉”。 她解释了这种音乐风格的特征，“我不敢相信人们还会坚持下去！这是我七年前在Myspace音乐平台专页上发表的一句话。但是，是的，我的意思是我喜欢在音乐中融入许多不同的流派，而且，歌词也要有诚实和诚恳的感觉。但是我仍然同时也是流行音乐。” 
|        | I can’t believe people still hold onto that! It was a quote that I had on, like, my Myspace music page seven years ago. But yeah, what I meant to say is I like to incorporate a lot of different genres in my music, and, you know, having a sense of honesty and sincerity in the lyrics as well. But I’m still pop at the same time. |
| ——Yuna | |

### 影响力
尤娜曾将Coldplay ，鲍勃·迪伦(Bob Dylan)和妃丝特(Feist)作为专辑影响来源，是由她的父亲将他们介绍给她。在马来西亚长大的她，也听了很多羊毛衫乐队，费欧娜·艾波和垃圾合唱团的音乐。 

### 合作
纵观她的音乐事业，尤娜与许多著名的艺术家合作，包括亚瑟小子，造物主泰勒，EPIK高，G·Eazy，朴載範，潔妮·愛子，KYLE，Little Simz，雅-MIYAVI-，Qi Razali，SonaOne，TOKiMONSTA， Aizat Amdan 和Guba。 
在2015年由Yonder Music主办的一个特别项目，尤娜重新录制马来歌曲，“Kau Ilhamku”，与马来西亚和印尼的歌手一起演出包括Afgan，Ariel NOAH，Cita Citata，Elizabeth Tan，杰克琳·维克托(Jaclyn Victor)，Joe Flizzow，Man Bai，茜蒂·諾哈麗莎(Siti Nurhaliza)。 

## 商业活动
尤娜在雪兰莪的梳邦再也拥有一家女装专卖店IAMJETFUEL。 2014年，她以新名称“November Culture”重新开设了这家商店，该商店也位于梳邦再也，在全球范围内都有在线业务。 尤娜的14Nov（品牌名称）是尤娜自己设计的衣服和围巾。她通过在加利福尼亚的时装秀(Fashion Fighting Famine或#FFFShow)开始在美国推出该品牌产品。除此之外，她还在纽约和洛杉矶开设了快闪商店。而近期，她也与马来西亚设计师Hatta Dolmat展开了新的合作。
2018年5月1日，尤娜在她的Instagram帐户上宣布了女装店November Culture已停止运营。 

## 个人生活

### 恋情
尤娜过去的恋情包括了马来西亚籍的Qi Razali (于2012年初结束) 。此后，Julian Schratter(美国摄影师和模特) 也出现在她的“I Wanna Go”音乐录影带中，两人最终在2014年年底分手。 
尤娜于2017年8月6日与马来西亚导演亚当·辛克莱尔(Adam Sinclair)订婚，是已故演员Ashraf Sinclair和女演员Aishah Sinclair的弟弟。这对夫妇于2013年在一家电视广告集会上相识，并有传闻称他们自2015年以来就开始约会。 他们最后于2018年1月26日结婚。他们的隆重典礼在马来西亚彭亨州文冬Puncak Rimba的度假村举行。 婚礼有300位来宾参加，其中包括来自马来西亚和美国的家人及朋友。 据报道，尤娜结婚后不久将在美国继续从事职业。 

### 宗教信仰
尤娜是穆斯林。 在谈到她的头巾时，她说：
When I first started playing music, I was already covered ... wearing headscarves. And, like, normally, people would expect you to change, toss this part of your life away so that you could be a pop star. But I just wanted to make music, not really be a "pop star" pop star. And there's always people who wouldn't necessarily agree with what I'm doing right now. But I'm really happy with where I am right now, you know. I'm a Muslim. I don't try to hide it. I'm also a girl who loves music. And I don't try to hide that as well.
（页面存档备份，存于）
翻译为：
“当我刚开始接触音乐时，我已经被盖……带着头巾。而且，就像往常情况下，人们会期望您有所改变，将你人生这部分(头巾)丢掉，这样您就可以成为流行巨星。但是我只是想做音乐，而不是真正成为“流行歌星”的流行歌星。但是总是有些人不一定会同意我现在正在做的事情。但是，我对现在的位置感到非常满意。我是穆斯林。我不会试图隐藏它。我也是一个爱音乐的女孩。 而且我也不会试图去隐藏它。”

### 性骚扰事件
2018年3月，尤娜在Twitter上的一份声明中透露，在过去六个月中，她一直是性骚扰的受害者，并透露肇事者向她的Instagram账户发送多个令人作呕的评论。 

## 流行文化領域
尤娜为披头四乐队（Beatles）的2012年电影《野蛮人》(Savages)录制了电影片尾曲“Here Comes the Sun”。“Tourist”作为美国电视连续剧《綠箭俠》(Arrow) 第一季配乐的一部分。 她的歌曲“Favourite Thing”也在另一部美国电视连续剧《美少女的謊言》(Pretty Little Liars)中亮相。她还与猫头鹰之城的Adam Young 合作录制了一首歌曲，名为“Shine Your Way”，作为动画电影《疯狂原始人》(The Croods)的配乐。该电影由梦工厂动画公司于2013年3月发行。在重启版本的《飞越比佛利, 90210》(Beverly Hills, 90210)中播放了尤娜的另一首歌曲,“Lullabies”。而这首歌也在美国电视剧“Being Mary Jane”中被播放。 尤娜也在美国真人秀，Love＆Hip Hop：Atlanta 第三季的一集中演唱了她的歌曲“Lights and Camera”。 而“Lights and Camera”也被用作美国电影《灯光之外》(Beyond the Lights)中的配乐之一。这首歌的混音版本于2014年11月17日发行，与美国说唱歌手G-Eazy合作亮相。她的第三张国际专辑Chapters 的最后一曲“All I Do”也被选为美国受欢迎的医疗电视连续剧《实习医生》（Grey's Anatomy）第13季的试播集。 这首歌于2016年9月22日在美国广播公司ABC频道中播出。
尤娜版本的1992年迪斯尼电影《阿拉丁》中的歌曲“A Whole New World”被收录在“We Love Disney”（2015年合辑）专辑的豪华版奖金曲目(Deluxe Edition's Bonus Track)中，而这首歌也曾被皮波·布萊森(Peabo Bryson)和席琳·狄翁(Celine Dion)所演唱。 除了尤娜之外，其他的一些艺术家，例如爱莉安娜·格兰德(Ariana Grande)，尼欧(Ne-Yo)，洁西·J(Jessie J)，杰森·德鲁罗(Jason Derulo)，关·史蒂芬妮(Gwen Stefani)，打倒男孩(Fall Out Boy)和托蕾·凯莉(Tori Kelly)也参与了由大卫·佛斯特(David Foster)发行的专辑。 MeLo-X演唱的歌曲混音版本“Live Your Life”也出现在了电子游戏《侠盗猎车手V 》中的游戏电台WorldWide FM。冒险俱乐部对她的歌曲“摇篮曲”的混音也出现在2016年的电子游戏《陡峭》中。 Yuna还在马来西亚版的KakaoTalk广告中以马来语，英语和中文发布。她的2011年单曲“ Someone Out of Town”由已故的说唱歌手XXXTentacion在他的歌曲“让我们假装我们很麻木”中进行采样。

## 唱片目录
国际工作室专辑
- Yuna（2012）
- Nocturnal（2013）
- Chapters（2016）
- Rouge（2019）

国际迷你专辑EP
- Decorate（2011）
- Sixth Street（2013）

马来西亚专辑
- Decorate（2010）
- Terukir di Bintang （2012）
- Material（2015）

## 巡迴演出
- Summer Tour（2012）
- Nocturnal Tour （2014）
- Chapters Tour（2016）
- Rouge Tour（2019） [74]